# Rogers City
Rogers City é uma cidade localizada no estado americano de Michigan, no Condado de Presque Isle.

## Demografia
Segundo o censo americano de 2000, a sua população era de 3322 habitantes.
Em 2006, foi estimada uma população de 3152, um decréscimo de 170 (-5.1%).

## Geografia
De acordo com o United States Census Bureau tem uma área de
21,8 km², dos quais 11,8 km² cobertos por terra e 10,0 km² cobertos por água. Rogers City localiza-se a aproximadamente 182 m acima do nível do mar.

## Localidades na vizinhança
O diagrama seguinte representa as localidades num raio de 40 km ao redor de Rogers City.